# Fremdkapital
Fremdkapital ist in der Betriebswirtschaftslehre Kapital, das einer juristischen Person (Unternehmen oder Gebietskörperschaft) von ihren Gläubigern befristet und rückzahlbar zur Verfügung gestellt wird oder aus der Innenfinanzierung stammt (Rückstellungen). Gegensatz ist das Eigenkapital.

## Allgemeines
Fremdkapital liegt vor, wenn die Kapitalüberlassung nach allgemeinen schuldrechtlichen Regeln durch den Gläubiger kündbar und befristet ist und einen (erfolgsunabhängigen) Vergütungsanspruch des Kapitalgebers (Kreditzinsen) begründet. Diese Voraussetzungen treffen auch auf Gesellschafter zu, die ihrem Unternehmen nicht Eigenkapital zur Verfügung stellen, sondern Fremdkapital in Form von Gesellschafterdarlehen. Bis auf die Bildung von Rückstellungen (Innenfinanzierung) stammt Fremdkapital ausschließlich aus der Außenfinanzierung.

## Arten
Zum Fremdkapital zählen insbesondere
- Darlehen von Kreditinstituten, Lieferantenkredite, Kundenkredite und Obligationen, die mit weiteren Finanztiteln unter dem Oberbegriff Verbindlichkeiten zusammengefasst werden;
- Rückstellungen, die für voraussehbare und später zu leistende Zahlungen gebildet werden, zu denen das Unternehmen verpflichtet ist, beispielsweise für Pensionen (Pensionsrückstellungen), Steuerzahlungen und Sozialleistungen für das abgelaufene Geschäftsjahr;
- Passive Rechnungsabgrenzungsposten.

Die Veränderung des Fremdkapitals bezeichnet man als Finanzierungssaldo. In öffentlichen Haushalten entspricht dieser in der Regel dem Haushaltssaldo, in bilanzierenden Unternehmen gibt es keine direkte Verbindung zwischen Bilanzsaldo und Finanzierungssaldo, da Veränderungen des Eigenkapitals möglich sind.

## Abgrenzung zum Eigenkapital
Wesentliche Bedeutung hat bei Unternehmen die – nicht immer leichte – Abgrenzung zwischen Eigen- und Fremdkapital für Gläubiger und Analysten. Besteht auch nur die geringste Rückzahlungsmöglichkeit, dann gehört die entsprechende Bilanzposition zum Fremdkapital. Deshalb bilden alle Arten von Rückstellungen (auch Pensionsrückstellungen) einen Teil des Fremdkapitals, da mindestens eine 50-prozentige Rückzahlungswahrscheinlichkeit vorhanden ist. Eine erfolgsunabhängige Verzinsung spricht ebenfalls für Fremdkapital. Hybride Eigenkapitalformen bilden eine Mischform zwischen Eigen- und Fremdkapital und werden daher auch Mezzanine-Kapital genannt:
- Nachrangdarlehen (englisch junior debt): Sind Darlehen nach § 488 Abs. 1 BGB und damit Fremdkapital, dessen Rückzahlung mit der Bedingung verknüpft ist, dass sie erst nach der Befriedigung anderer (vorrangiger) Gläubiger (senior debt) getilgt werden müssen. Die Bedingung ist als Rangrücktritt, Subordination oder Nachrangabrede ausgestaltet und wirkt sowohl in der Insolvenz als auch bei der Liquidation.
- Genussrechte (englisch participation rights): Sind schuldrechtlich begründete Finanzierungsmittel mit aktionärstypischen Vermögensrechten. Es ist bei der Vielzahl der Ausgestaltungsmöglichkeiten zu prüfen, ob der Emittent eine Verpflichtung zur Rückzahlung übernimmt (puttable instruments) oder ob sie lediglich mit einem Kündigungsrecht des Emittenten ausgestattet sind. Eine bedingte Rückzahlungsverpflichtung erst bei Liquidation führt zur Einordnung als Eigenkapital, eine unbedingte ist als Fremdkapital auszuweisen.[3] Bei Kreditinstituten (§ 10 Abs. 5 KWG) und Versicherungen (§ 214 Abs. 1, 2 und 4 VAG) können indes Genussrechte bei bestimmter Ausgestaltung als regulatorisches Eigenkapital anerkannt werden (siehe Eigenmittel (Kreditinstitut)).
- Stille Gesellschaften (englisch silent partnership): Diese haben nach der gesetzlichen Konzeption eher den Charakter eines Schuldverhältnisses und sind daher im Zweifel als Fremdkapital anzusehen. In § 231 Abs. 1, § 232 Abs. 2 HGB ist zwar eine Verlustbeteiligung vorgesehen, sie kann jedoch ausgeschlossen werden (§ 231 Abs. 2 erster Halbsatz HGB). In der Insolvenz kann der stille Gesellschafter seine nicht durch Verluste aufgezehrte Einlage als Insolvenzgläubiger geltend machen (§ 236 Abs. 1 HGB).
- Hybridanleihen (englisch hybrid bond): Es handelt sich um Anleihen und damit um Fremdkapital, die in der Regel nach Ablauf von 7 bis 10 Jahren erstmals fristgebunden seitens des Emittenten kündbar sind (englisch issuer call options). Sie sind meist mit einer Nachrangklausel für Liquidation, Auflösung und Insolvenz ausgestattet.[4] Es gibt Hybridanleihen mit sehr langer Laufzeit (zwischen 30 und 100 Jahren) und sogar auch „ewige Anleihen“ (englisch perpetuals).
- Gesellschafterdarlehen (englisch shareholder loans): Sie sind formal zwar Fremdkapital, doch werden sie als wirtschaftliches Eigenkapital behandelt. Durch das Gesetz zur Modernisierung des GmbH-Rechts und zur Bekämpfung von Missbräuchen (MoMiG) werden seit November 2008 Gesellschafterdarlehen in der Insolvenzordnung (InsO) berücksichtigt. Alle Darlehensrückzahlungsansprüche von Gesellschaftern einer Gesellschaft ohne eine natürliche Person als persönlich haftender Gesellschafter werden kraft Gesetzes als nachrangige Insolvenzforderungen eingestuft, unabhängig von deren Eigenkapitalersatzcharakter (§ 39 Abs. 1 Nr. 5, §§ 44a, 135 und 143 InsO).

Internationale Ratingagenturen erkennen derartige hybride Finanzierungsformen ganz oder teilweise als wirtschaftliches Eigenkapital an. Dabei wird vorausgesetzt, dass eine lange Laufzeit und/oder eine hohe Verlustbeteiligung vorliegen müssen und deshalb zu einer Anerkennung als Eigenkapital führen können. Nachrangdarlehen können mit mindestens 50 % zum wirtschaftlichen Eigenkapital gerechnet werden.
Die Unterschiede zwischen Eigenkapital und Fremdkapital erkennt man am besten in einem Insolvenzverfahren: Rückständiges Eigenkapital, das ein Gesellschafter aufbringen sollte, kann vom Insolvenzverwalter als Leistung in die Masse verlangt werden (§ 171 Abs. 2 HGB). Anders verhält es sich, wenn es sich um den Kredit eines Gesellschafters an die Gesellschaft oder um das Fremdkapital eines Nichtgesellschafters handelt. Hier kann der Kreditgeber das Darlehen außerordentlich kündigen (§ 490 Abs. 1 BGB). Ist der Kredit bereits gewährt, nimmt der Rückforderungsanspruch als Insolvenzforderung am Insolvenzverfahren teil. Eigenkapitalersetzende Darlehen wurden bis zum 31. Oktober 2008 im Insolvenzverfahren wie Eigenkapital behandelt. Mit dem MoMiG ist die Frage, ob das Darlehen eigenkapitalersetzend ist oder nicht, jedoch obsolet geworden (§ 135 Abs. 1 InsO).

## Bilanzierung
Bei der Bilanzierung wird bilanzrechtlich die Angabe der Herkunftsarten und Laufzeiten des Fremdkapitals verlangt. Nach § 266 Abs. 3 HGB ist Fremdkapital auf der Passivseite der Bilanz zu verbuchen, und zwar getrennt nach Rückstellungen (§ 266 Abs. 3 Ziff. B) und Verbindlichkeiten (Ziff. C). Außerdem gibt es noch gesonderte Bilanzpositionen für Rechnungsabgrenzungsposten (Ziff. D) und latente Steuern (Ziff. E). In der Bilanz ist nach § 268 Abs. 5 HGB das Fremdkapital mit einer Restlaufzeit < 1 Jahr und > 1 Jahr anzugeben, nach § 285 Nr. 1 HGB sind Angaben über Restlaufzeiten von > 5 Jahren sowie Umfang, Art und Form der gestellten Sicherheiten im Anhang zu machen. Das mittelfristige Fremdkapital ergibt sich aus der Subtraktion der kurzfristigen und langfristigen Verbindlichkeiten.

## Kennzahlen
Das Fremdkapital ist im Rahmen der Bilanzanalyse Gegenstand einer Vielzahl von betriebswirtschaftlichen Kennzahlen. Dazu gehören vertikale Schuldenkennzahlen wie Fremdkapitalquote oder Verschuldungsgrad und horizontale Kennzahlen wie der Liquiditätsgrad. Eine der wichtigsten ist die Fremdkapitalquote, die Auskunft über den Anteil der Fremdfinanzierung an der Gesamtfinanzierung (= Bilanzsumme) gibt:
{\displaystyle {\text{Fremdkapitalquote}}={\frac {\text{Fremdkapital}}{\text{Bilanzsumme}}}}
Eine hohe Fremdkapitalquote erhöht wegen des hohen Schuldendienstes (Kreditzins und Tilgung) die Ertragsrisiken, weil mehr Gewinne für den Zinsaufwand verbraucht werden und damit bei zunehmender Verschuldung auch der Break-even-Point ansteigt (cost leverage). Dadurch bringt eine hohe Fremdkapitalquote Beschäftigungsrisiken mit sich. Zudem trägt eine hohe Fremdkapitalquote zur Erhöhung künftiger Liquiditäts- und Refinanzierungsrisiken bei und umgekehrt. Bei einer geringen Fremdkapitalquote sinkt das Ausfallrisiko der Gläubiger, weil ihre Forderungen zunehmend mit Unternehmensvermögen gedeckt sind. Die Höhe der Fremdkapitalquote ist stark branchenabhängig. Während Kreditinstitute mit etwa 85 % die höchste Fremdkapitalquote aufweisen, macht sie beim Baugewerbe 72,1 %, Einzelhandel 62,1 %, Großhandel 60,5 %, Ernährungs- und Textilgewerbe 52,3 %, Papiergewerbe 49,4 %, Chemie 45,7 %, verarbeitenden Gewerbe 44,3 %, optische Industrie 40,8 % oder Automobilindustrie 38,9 % der Bilanzsumme aus (2008).

## Fremdkapital in der Immobilienfinanzierung
Fremdkapital ist die Summe aller bei Kreditinstituten und sonstigen Kreditgebern (beispielsweise Arbeitgeber, öffentliche Hand oder Privatpersonen) aufgenommenen Darlehen zur Finanzierung eines Bauvorhabens oder Kaufpreises. Es wird durch diese Kreditgeber üblicherweise mit Grundpfandrechten abgesichert.

## Fremdkapital in der Optionspreistheorie
Im Rahmen der Optionspreistheorie kann Fremdkapital auch als Short Put gesehen werden. Solange das Unternehmen insolvent ist, erhalten Fremdkapitalgeber lediglich den Restwert des Unternehmens. Ab dem Punkt, an dem alle Rückzahlungsansprüche getilgt werden können, erhalten die Eigenkapitalgeber die weiteren Erlöse aus Cashflows. Dies äußert sich in einer horizontal verlaufenden Kurve des Fremdkapitalanspruchs. Die Formel für das Fremdkapital lautet:
{\displaystyle FK_{l}=\min(\mathrm {CashFlow,R{\ddot {u}}ckzahlungsanspruch} )}